# 生瀬村
生瀬村（なませむら）は茨城県久慈郡にかつて存在した村である。

## 地理
- 現在の大子町の東部に位置する。
- 村の中央には久慈川が流れている。
- 阿武隈高地に位置し、村域は山がちな地形になっている。
- 村内には生瀬富士がある。

## 歴史
村名は村内にある生瀬富士に由来する。

### 村域の変遷
- 1889年（明治22年）4月1日 - 町村制施行により、小生瀬村・高柴村・内大野村・外大野村・大生瀬村が合併し久慈郡生瀬村が発足。
- 1955年（昭和30年）3月31日 - 生瀬村は大子町・依上村・袋田村・宮川村・佐原村・黒沢村・上小川村と下小川村の一部（西金・盛金の一部）とともに合併し大子町が発足。生瀬村は消滅。

変遷表
| 1868年 以前 | 1868年 以前 | 明治22年 4月1日 | 昭和30年 3月31日 | 現在   |
| ----------- | ----------- | --------------- | ---------------- | ------ |
|             | 小生瀬村    | 生瀬村          | 大子町           | 大子町 |
|             | 高柴村      | 生瀬村          | 大子町           | 大子町 |
|             | 内大野村    | 生瀬村          | 大子町           | 大子町 |
|             | 外大野村    | 生瀬村          | 大子町           | 大子町 |
|             | 大生瀬村    | 生瀬村          | 大子町           | 大子町 |

## 大字
- 小生瀬（こなませ）
- 高柴（たかしば）
- 内大野（うちおおの）
- 外大野（そとおおの）
- 大生瀬（おおなませ）

## 人口・世帯

### 人口
総数 [単位： 人]
| 1891年（明治24年） | 3,031 |
| 1904年（大正 3年） | 3,801 |
| 1920年（大正 9年） | 4,093 |
| 1935年（昭和10年） | 4,671 |
| 1950年（昭和25年） | 5,569 |

### 世帯
総数 [単位： 世帯]
| 1920年（大正 9年） | 873 |
| 1935年（昭和10年） | 841 |
| 1950年（昭和25年） | 926 |